# 努爾丁拉尼里

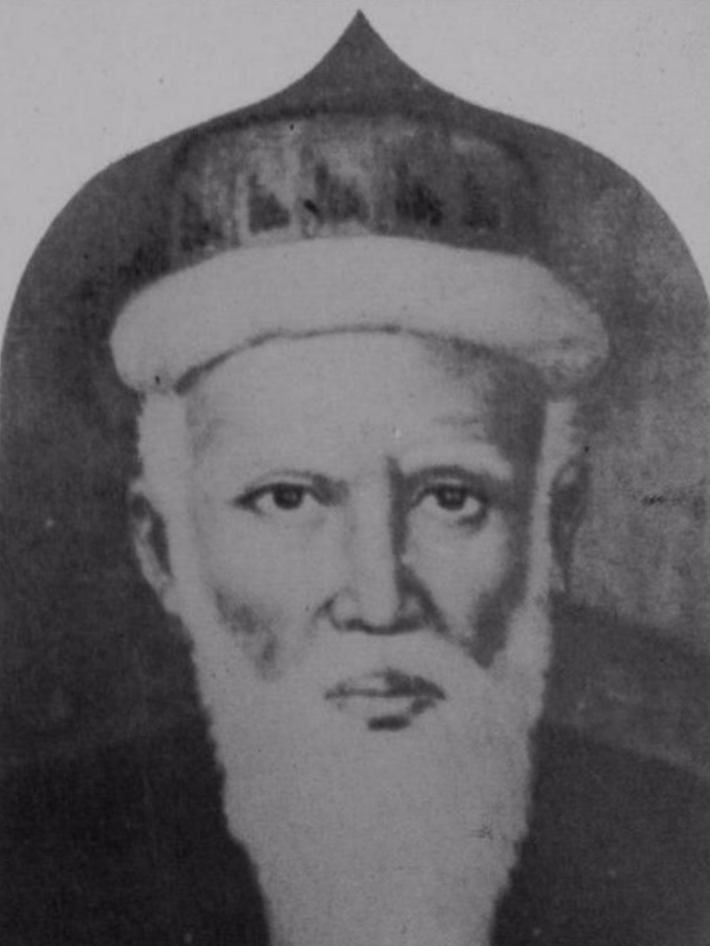
努尔丁·拉尼里

穆罕默德．本．阿里．努爾丁·拉尼里（阿拉伯語：نورالدينبنعليالريناري，Muḥammad bin ʻAlī Nūr al-Dīn al-Rānīrī，拉尼里源自印度古吉拉特邦地名拉尼爾[Ranir]，他的出生地，死於1658年）是一位來自印度古吉拉特邦，曾於1637年至1644年在亞齊蘇丹宮廷工作的偉大的伊斯蘭學者。他是亞齊宮廷的多產作家，寫了超過29本書籍，並幫助亞齊作為有國際的聲譽學術中心作出貢獻。

## 知識範疇
努爾丁·拉尼里的著作包含蘇菲主義、神學、穆斯林規範法理學(fikih)、傳統、歷史，宗教和豐富的知識。現在，班達亞齊的拉尼里伊斯蘭宗教學院 （页面存档备份，存于）(Institut Agama Islam Negeri Ar Rainry [IAIN])以他的名字命名。

## 生平
努爾丁·拉尼里出生於一個有哈德拉米(Hadhrami)血統的古吉拉特家族。他在1637年抵達亞齊，並獲依斯干達他尼 （页面存档备份，存于）（Iskandar Thani，1636-1641年在位，又稱依斯干達二世）的任命擔任顧問。他譴責他在亞齊宮廷的前任顧問哈姆扎．潘蘇尼 （页面存档备份，存于）(Hamzah Pansuri)和巴賽的沙姆蘇丁(Syamsuddin)，因為他們的思想異端，違反了伊斯蘭信仰「真主是萬物的創造者，他確是獨一的，確是全能的」(古蘭經13:16 （页面存档备份，存于）)的信念。他下令燒毀他們的書籍，而他寫了許多著作則堅持正統的宗教標準。努爾丁·拉尼里是最強烈反對存有(Wujudiyyah)的概念的領袖之一。
穆罕默德·吉拉尼·拉尼里是努爾丁(Muhammad Jilani al-Raniri)的一個叔叔，起初在亞齊教法理學，但隨後也教蘇菲主義。努爾丁·拉尼里的思想根據里法伊亞教團(Rifa'iyya tariqa)的教義，也師承他在哈德拉毛特(Hadhramaut)的老師的方法論。
他最著名的作品是君王之花園(Bustanus al-Salatin)，於1638年開始寫作，在阿拉伯語文獻的基礎以馬來語寫作。這是七卷的百科全書式的著作，涵蓋了從創世到伊斯蘭教先知以及中東和馬來地區的穆斯林國王的世界歷史上，以及一些科學。
努爾丁·拉尼里的作品被翻譯成其他印尼語言，並對馬來文學有相當大的影響力。他得不到依斯干達他尼的繼任者Taj ul-Alam （页面存档备份，存于）的青睞。努爾丁·拉尼里在一個公開辯論中被哈姆扎．潘蘇尼的兩位學生擊敗了，在1644年離開亞齊隨後回印度。努爾丁·拉尼里於1658年9月21日在印度去世。